# Rae (Estonie)

Rae (autrefois : Johannishof) est un village estonien de la région d'Harju qui appartient à la commune de Rae, au nord du pays. Sa population était de 438 habitants en 2007.